# 야마가타촌 (니가타현)
야마가타촌(山潟村)은 니가타현 나카칸바라군에 설치되었던 촌이다.

## 연혁
- 1898년 4월 1일 - 정촌제 시행으로 나카칸바라군 야마가타촌이 성립하였다.
- 1901년 11월 1일 - 나카칸바라군 기도촌과 이시야마촌을 분촌하여 소노키촌 일부를 신설해 소멸하였다.